# Costituzione della Finlandia
La Costituzione della Finlandia (in finlandese Suomen perustuslaki, in svedese Finlands grundlag) è il fondamento delle leggi nazionali della Repubblica finlandese. Essa definisce le basi, le strutture e l'organizzazione del governo, le relazioni tra i vari organi costituzionali e inquadra i diritti fondamentali dei cittadini finlandesi.
L'attuale Costituzione, ufficialmente Legge 731/1999, è entrata in vigore il 1º marzo 2000 ed ha abrogato (riunendoli in un atto solo) le precedenti quattro leggi di rango costituzionale contenenti i principi e le norme che regolavano il funzionamento dello Stato finlandese.

## Storia

### Il dominio svedese
La Finlandia fece parte del regno di Svezia fino al 1809 quando con la pace di Hamina fu sancito il suo passaggio dalla Svezia alla Russia. In quanto soggetta all'autorità dei re svedesi, la storia costituzionale finlandese si innesta sul sistema costituzionale sviluppatosi in Svezia a partire dal XVII secolo, quando maturò in quel paese il principio secondo il quale il sovrano si impegna a governare nel rispetto delle leggi esistenti e dei diritti riconosciuti ai propri sudditi. Un certo numero di leggi assurse progressivamente a rango costituzionale, intendendosi con ciò che tali leggi non sarebbero potute essere modificate senza il consenso dell'assemblea che rappresentava le varie classi sociali. Il sistema costituzionale svedese si consolidò dopo la restaurazione dell'assolutismo monarchico da parte del re Gustavo III (1772). Si formò una costituzione basata su quattro pilastri: la legge sulla forma di governo, la legge sull'assemblea parlamentare, i privilegi di classe dei quattro stati, la legge di unione e sicurezza. La struttura quadripartita della costituzione, tutt'oggi vigente in Svezia, si conservò in Finlandia oltre la cessazione del dominio svedese e venne definitivamente superato con la nuova costituzione entrata in vigore nel 2000.

### Il Gran Ducato di Finlandia
Con l'annessione della Finlandia alla Russia, lo zar Alessandro I confermò le leggi di derivazione svedese già vigenti sul territorio finlandese. Benché lo zar non avesse specificato espressamente quali leggi intendesse confermare, esisteva in Finlandia un largo consenso su quello che doveva considerarsi il corpus delle leggi finlandesi che lo zar si era impegnato a rispettare.
Una prima modifica costituzionale fu realizzata nel 1869 con l'approvazione di una nuova legge sull'assemblea parlamentare, dopo che lo zar Alessandro II aveva autorizzato la Dieta (in finlandese valtiopäivät) a riunirsi nuovamente a partire dal 1863. Si aprì dunque una fase di ulteriori tentativi di riforma costituzionale che non approdarono tuttavia ad alcun risultato.
L'ultima riforma costituzionale del periodo della dominazione russa risale al 1906, quando entrò in vigore una nuova legge sull'assemblea parlamentare.

### L'indipendenza e la repubblica
La Finlandia proclamò la propria indipendenza dalla Russia il 6 dicembre 1917 e si costituì come una repubblica. Un comitato costituente fu incaricato di preparare una riforma costituzionale che si concretizzò nella legge sulla forma di governo della Finlandia (in finlandese Suomen halitusmuoto) del 1919. A questa seguirono la cosiddetta legge sulla responsabilità ministeriale (in finlandese ministerivastuulaki) e la legge sull'Alta Corte di Giustizia (in finlandese laki valtakunnanoikeudesta) del 1922, la nuova legge sull'assemblea parlamentare (in finlandese valtiopäiväjärjestys) del 1928. La repubblica finlandese venne così ad avere una nuova costituzione formata da quattro leggi fondamentali, consolidando così il tradizionale modello di una costituzione basata su quattro pilastri ereditato dalla Svezia.

### La costituzione del 1919
La costituzione finlandese, formata dalle quattro leggi fondamentali adottate negli anni successivi all'indipendenza, è il risultato di un compromesso tra due diverse posizioni presenti all'interno della classe dirigente della Finlandia dell'epoca. Mentre i conservatori sostenevano la realizzazione di un sistema costituzionale di stampo presidenziale in cui un unico soggetto è garante della solidità del governo, le forze liberali e socialiste propendevano per un sistema in cui fosse centrale il consenso popolare, espresso attraverso il parlamento e sul quale era fondata la legittimazione del potere esecutivo.
La mediazione tra la forma di governo presidenziale, caldeggiata dai conservatori, e il modello parlamentale dei liberali e dei socialisti, diede origine ad un sistema parlamentare in cui è riconosciuta al presidente della repubblica una ampia serie di poteri che gli consentono di intervenire in modo diretto nella vita politica dello stato. Si tratta dunque di un sistema misto in cui la forma di governo parlamentare è caratterizzata da forti accenti di presidenzialismo.
Questo sistema ibrido è teoricamente esposto al rischio che si crei una continua contrapposizione tra il governo e il parlamento e il presidente della repubblica, a cui la costituzione del 1919 attribuiva tanto poteri in ambito legislativo (ad esempio il potere di emettere decreti legislativi, art. 34 della legge sulla forma di governo) quanto competenze spettanti al potere esecutivo (come la sua competenza nel determinare la politica estera del paese, art. 33 della legge sulla forma di governo).
Nei decenni che seguirono, questa potenziale conflittualità tra i tre organi principali dello stato non sfociò comunque mai in una vera contrapposizione poiché fu sempre possibile trovare una mediazione consistente nella maggiore o minore rivendicazione da parte del presidente della repubblica delle prerogative assegnategli dalla costituzione.
Il modello di una presidenza della repubblica non direttamente attiva politicamente fu seguito dal primo presidente della repubblica K. J. Ståhlberg, il quale interpretò il suo ruolo come equidistante dal sistema dei partiti, rispetto al quale assunse solo una funzione di mediazione dei conflitti. Egli inoltre si presentò principalmente come una figura che rappresentava l'unità del popolo finlandese. Questo modello di una presidenza più debole rispetto al dettato costituzionale era in realtà il frutto della frammentata realtà politica finlandese, che non consentiva al presidente della repubblica di avere dietro di sé una forza politica consistente che ne appoggiasse le scelte. Inoltre la mancanza di un sistema di elezione diretta del presidente della repubblica impediva che questi si sentisse investito di mandato popolare.
Un mutamento del modo di intendere il ruolo del presidente della repubblica iniziò a farsi strada dopo la seconda guerra mondiale. In particolare fu rivalutato il ruolo del presidente nel dirigere la politica estera nazionale, anche in conseguenza della necessità di presentarsi sul piano internazionale e in particolare nei confronti dell'Unione Sovietica, con un'unica figura autorevole e garante delle posizioni del paese nei rapporti con gli altri stati.
Iniziò così una nuova fase, coincidente con la lunga presidenza di Urho Kekkonen, in cui la Finlandia venne in pratica ad assumere una forma semi-presidenziale, caratterizzata da un presidente della repubblica pronto tanto ad esercitare le sue prerogativa in politica estera quanto ad incidere direttamente anche sulla politica interna.
Con la fine della presidenza di Kekkonen anche il ruolo del presidente tornò ad essere meno incisivo nelle scelte politiche. Il sistema tornò a qualificarsi più come un sistema parlamentare e contemporaneamente crebbe il ruolo del capo del governo e l'autorità del parlamento.

### La riforma della costituzione
A partire dal 1983 si aprì una nuova fase di riforme della costituzione finlandese. Fino ad allora i necessari adattamenti delle leggi costituzionali al mutare dei tempi erano state ottenute sfruttando la particolare flessibilità della costituzione del 1919. Anziché emendare la costituzione si era sempre proceduto ad emanare leggi eccezionali che, pur essendo leggi ordinarie e subordinate alla costituzione, prevedevano eccezioni ad hoc al dettato costituzionale.
La prima grande riforma costituzionale si ebbe dunque nel 1983, quando fu profondamente emendata la legge sull'assemblea parlamentare. Un'ulteriore riforma nel 1987 introdusse la possibilità di indire referendum consultivi, modificò il sistema di elezione del presidente della repubblica e ne ridefinì i poteri.
Nel 1991 nuove riforme incisero nuovamente sul ruolo del presidente della repubblica. Il suo sistema di elezione divenne definitivamente diretto, prevedendo la possibilità del ballottaggio, e fu stabilito che l'ufficio non potesse essere ricoperto per più di due mandati consecutivi, ciascuno della durata di sei anni. Furono inoltre limitati i poteri del presidente sul governo e sul parlamento. Tanto lo scioglimento del governo che quello del parlamento furono sottratti al diretto potere del presidente, subordinandoli rispettivamente ad una richiesta motivata del primo ministro e all'esperimento di consultazioni col presidente dell'assemblea parlamentare e con i vari gruppi parlamentari. La riforma introdusse inoltre l'obbligo per il primo ministro a cui è stato affidato l'incarico di formare il governo di presentarsi immediatamente al parlamento per esporre il proprio programma, sul quale il parlamento è chiamato a votare la fiducia al nuovo governo.
Nel 1994 la costituzione fu nuovamente riformata in vista dell'ingresso della Finlandia all'Unione europea.
Un'ultima grande riforma costituzionale fu compiuta nel 1995, quando si procedette alla riscrittura integrale del secondo capitolo della legge costituzionale sulla forma di governo, dedicato ai diritti fondamentali.
A partire dal 1995 inizia una fase preparatoria per una integrale riforma della costituzione. Viene costituito il gruppo di lavoro Costituzione 2000 allo scopo di valutare la possibilità di riorganizzare ed aggiornare le leggi costituzionali finlandesi.
Il gruppo di lavoro presentò al governo una relazione sulla base della quale fu istituita la Commissione Costituzione 2000, col compito di preparare una bozza di costituzione, che avrebbe dovuto raccogliere in un unico testo normativo le quattro leggi costituzionali finlandesi. Conclusisi i lavori della commissione nel 1997, la bozza della nuova costituzione fu esaminata dalla commissione per gli affari costituzionali, la cui relazione fu pubblicata nel 1999. Dopo le elezioni politiche, tenutesi nello stesso anno, il nuovo parlamento approvò la nuova costituzione, che fu promulgata dal presidente della repubblica.

## La nuova Costituzione
La nuova Costituzione entrò in vigore il 1º marzo 2000. La denominazione ufficiale in finlandese è Suomen perustuslaki (Costituzione della Finlandia), che fu preferita a quella di Suomen hallitusmuoto (forma di governo della Finlandia), che avrebbe seguito la tradizione costituzionale finlandese ma avrebbe messo meno evidenza il carattere di novità della nuova legge fondamentale dello stato.
La Costituzione è composta da 131 articoli (in finlandese pykälä, indicato col simbolo § posposto al numero), divisi in 13 capitoli (in finlandese luku):
- Capitolo 1 - Fondamenti dell'ordinamento statale
- Capitolo 2 - Diritti fondamentali
- Capitolo 3 - Parlamento e deputati
- Capitolo 4 - Attività del Parlamento
- Capitolo 5 - Presidente della Repubblica e governo
- Capitolo 6 - Legislazione
- Capitolo 7 - Finanze dello Stato
- Capitolo 8 - Relazioni internazionali
- Capitolo 9 - Funzione giudiziaria
- Capitolo 10 - Controllo di legalità
- Capitolo 11 - Amministrazione e autonomia
- Capitolo 12 - Difesa nazionale
- Capitolo 13 - Disposizioni finali

### Fondamenti dell'ordinamento statale
La Costituzione definisce la Finlandia come una repubblica sovrana in cui la sovranità appartiene al popolo rappresentato nel parlamento. Viene inoltre affermato il principio della separazione dei poteri, con l'attribuzione del potere legislativo al parlamento, quello esecutivo al governo e al presidente della repubblica, e il potere giudiziario esercitato da tribunali indipendenti.

### Principi fondamentali
Il secondo capitolo della costituzione contiene un elenco di diritti inviolabili e di tutele accordate ai cittadini. Viene innanzitutto affermato il principio di eguaglianza davanti alla legge (art. 6) e il principio di legalità nel processo penale (art. 8). Seguono una serie di diritti civili: libertà personale (art. 7), libertà di circolazione (art. 9), diritto alla riservatezza (art. 10), libertà religiosa (art. 11), libertà di riunione e associazione (art. 12), diritto all'istruzione (art. 16), diritto ad un giusto processo (art. 21). La costituzione garantisce inoltre la tutela della proprietà privata (art. 15), sancisce il diritto al lavoro e la libertà di iniziativa economica privata (art. 18), assicura la tutela dell'ambiente (art. 20).
L'art. 17 stabilisce che finlandese e svedese sono lingue nazionali e viene affermato il diritto per il cittadino di utilizzare nei suoi rapporti con le pubbliche amministrazioni la propria lingua nazionale. È inoltre riconosciuto alla popolazione Sami di utilizzare la propria lingua come previsto dalla legislazione secondaria. Accanto ai Sami la costituzione cita anche i Rom e altri gruppi a cui è costituzionalmente garantito il diritto al mantenimento e allo sviluppo della propria lingua e cultura.
L'art. 14 riconosce infine ai cittadini maggiorenni il diritto di voto attivo e passivo nelle elezioni e nei referendum a livello nazionale. Estende quindi ai non cittadini residenti stabilmente in Finlandia il diritto di voto nelle elezioni amministrative locali.

### Parlamento
I capitoli 3 e 4 si occupano dell'assemblea parlamentare, che è monocamerale e costituita da 200 deputati eletti direttamente ogni quattro anni a suffragio universale con il sistema elettorale proporzionale.
La nuova costituzione rafforza il carattere parlamentare della forma di governo dello stato in particolare riconoscendo non solo all'organo parlamentare ma anche a ciascuno dei suoi membri il diritto di ottenere dalle autorità quelle informazioni che risultino utili allo svolgimento della sua attività parlamentare.
Il capitolo 4 si occupa in particolare dell'organizzazione e delle funzioni del parlamento.

### Presidente della Repubblica e governo
Il capitolo 5 si occupa nella prima parte del presidente della repubblica e nella seconda parte del governo. L'art. 54 stabilisce che possono essere eletti alla presidenza della repubblica soltanto coloro che siano cittadini finlandesi dalla nascita. Il presidente viene eletto in modo diretto dai cittadini per un periodo di sei anni e per non più di due volte consecutive. È previsto che si tenga un ballottaggio qualora nessun candidato riceva la maggioranza assoluta dei voti nella prima elezione. I due candidati che hanno ottenuto il maggior numero di voti partecipano ad una seconda elezione, dalla quale risulta eletto presidente della repubblica il candidato che ha ottenuto la maggioranza dei voti.
L'art. 58 stabilisce che gli atti compiuti dal presidente della repubblica devono essere conformi alle proposte del governo, salvo in alcuni casi tassativamente elencati.
L'art. 60 stabilisce che il governo è formato dal Primo ministro e da un congruo numero di ministri, che devono essere cittadini finlandesi a cui è richiesta onestà e competenza.
Secondo la nuova costituzione il primo ministro viene eletto dal parlamento, mentre la nomina fatta dal presidente della repubblica ratifica semplicemente la decisione del parlamento.
Il governo appena nominato deve presentarsi di fronte al parlamento, esporre il proprio programma e ottenere la fiducia dell'assemblea.
L'art. 66 definisce il ruolo del primo ministro a cui è attribuito il compito di dirigere l'attività di governo.

### Legislazione
Il capitolo 6 tratta del potere legislativo. È stabilito che il potere di iniziativa legislativa spetta al governo e ai membri del parlamento. L'art. 74 prevede inoltre un sistema di controllo di costituzionalità preventivo, affidato alla commissione parlamentare per gli affari costituzionali.

### Relazioni internazionali
L'art. 93 afferma che la direzione della politica estera nazionale spetta al presidente della repubblica in cooperazione con il governo. Tuttavia la ratifica degli accordi internazionali è di esclusiva competenza parlamentare. La dichiarazione dello stato di guerra spetta al presidente della repubblica che deve aver ottenuto il consenso del parlamento.

### Funzione giudiziaria
Il capitolo 9 si occupa del sistema giudiziario. La giustizia è amministrata dalla Corte suprema (in finlandese Korkein oikeus), dalle corti d'appello (in finlandese hovioikeus) e dai tribunali distrettuali (in finlandese käräjäoikeus). Per la materia amministrativa sono competenti il Supremo tribunale amministrativo (in finlandese Korkein hallinto-oikeus) e i tribunali amministrativi regionali. È previsto che leggi ordinarie regolino il funzionamento di tribunali con competenza in specifiche materie ma è esclusa la possibilità di istituire giudici speciali con funzioni temporanee.

### Controllo di legalità
L'art. 106 stabilisce che le norme costituzionali sono sovraordinate alle altre norme dell'ordinamento e devono sempre essere applicate in caso di contrasto con queste ultime. Conseguentemente non devono essere applicate né da un tribunale né da un'autorità pubblica quelle norme secondarie che contrastano con la costituzione.

### Amministrazione e autonomia
La costituzione riconosce l'autonomia delle isole Åland. Viene inoltre sancita la ripartizione in comuni a cui è riconosciuta autonomia amministrativa.

### Difesa nazionale
L'art. 127 sancisce il dovere di ogni cittadino finlandese di partecipare alla difesa nazionale.
Il comando delle forze armate è attribuito al presidente della repubblica a norma dell'art. 128.